# Frank Wildhorn
Frank Wildhorn (* 29. November 1959 in New York) ist ein US-amerikanischer Komponist.

## Leben
Frank Wildhorn wurde in New York City geboren und zog im Alter von 14 Jahren mit seiner Familie nach Florida.
Er studierte zunächst ein Jahr an der Universität von Miami, wechselte anschließend zur Southern University in Kalifornien. Schon während des Studiums begann er mit den Kompositionen für Jekyll & Hyde und kam abends Musical-Engagements nach.
In den 1980er Jahren schrieb er für Whitney Houston den Nr.-1-Hit »Where do broken hearts go«, danach wurde er ein erfolgreicher Musicalkomponist.

## Karriere
Wildhorn ist der erste Komponist seit George Gershwin, der gleichzeitig drei Shows am Broadway hatte (Jekyll & Hyde, The Scarlet Pimpernel und Civil War). Seit der Premiere von Jekyll & Hyde in Bremen feiert er auch in Europa Erfolge. Seine Stücke werden seitdem in Amerika, Europa und Asien aufgeführt. Im Jahr 2006 fand in Budapest erstmals die Uraufführung eines Wildhorn-Musicals in Europa statt: Rudolf, das sich mit dem Tod des österreichischen Kronprinzen Rudolf 1889 auf Schloss Mayerling beschäftigt. Im Februar 2009 folgte die deutschsprachige Premiere in Wien. Im März 2009 fand im Theater St. Gallen (Schweiz) die Uraufführung des Musicals Der Graf von Monte Christo (in deutscher Sprache) statt. Vom 18. April bis 15. Mai waren 33 Vorstellungen seines Stücks Wonderland am Broadway zu sehen. Im März 2014 wurde am Theater St. Gallen sein Musical Artus – Excalibur uraufgeführt.
Wildhorn arbeitete im Verlauf seiner Karriere u. a. mit Stacy Lattisaw, Natalie Cole, Kenny Rogers, Trisha Yearwood, Tracy Lawrence, John Berry, Trace Adkins, Patti LaBelle, Liza Minnelli, Julie Andrews, Deana Carter, Dennis DeYoung, Freddie Jackson, Bryan White, Amy Grant, Ben Vereen, Regina Belle, The Moody Blues, Jeffrey Osborne, Sammy Davis, Jr. und Linda Eder (mit der er verheiratet war).
Derzeit produziert Frank Wildhorn Lieder für David Hasselhoff.

## Werke
- Jekyll & Hyde (UA 1990, Houston; am Broadway erstmals 1997; deutsche Erstaufführung 1999 in Bremen)
- Svengali (UA 1991, Houston)
- Zwei Songs in Victor/Victoria (UA 1995, Broadway)
- The Scarlet Pimpernel (UA 1997, Broadway; deutsche Erstaufführung 2003 in Halle (Saale))
- The Civil War (UA 1999, Broadway)
- Camille Claudel (UA 2003, Chester (Connecticut), Goodspeed Theater)
- Dracula (UA 2002, La Jolla; am Broadway erstmals 2004, europäische Erstaufführung Theater St. Gallen (Schweiz) 23. April 2005)
- Waiting for the Moon (UA 2005, Marlton (New Jersey), Lenape Regional Performing Arts Center)
- Never say Goodbye (2006)
- Carmen – Texte Jack Murphy, Buch Norman Allen (UA Oktober 2008, Prag)
- Rudolf (UA 26. Mai 2006, Budapest, Operettszínház; deutschsprachige Erstaufführung 26. Februar 2009 in Wien, Raimundtheater)
- Der Graf von Monte Christo (UA 14. März 2009, Theater St. Gallen)
- Cyrano de Bergerac – Texte Leslie Bricusse (UA 5. Mai 2009, Tokio)
- Bonnie and Clyde – Liedtexte von Don Black, Buch von Ivan Menchell nach der Geschichte von Bonnie und Clyde (UA 22. November 2009, La Jolla Playhouse, San Diego; deutschsprachige Erstaufführung 7. September 2014, Theater Bielefeld)
- Wonderland – Liedtexte von Jack Murphy, Buch von Jack Murphy und Gregory Boyd mit zusätzlichen Dialogtexten von Phoebe Hwang nach Alice im Wunderland (UA 5. Dezember 2009, Tampa, Broadway Premiere 17. April 2011), Europapremiere: Landestheater Linz,  September 2024
- Tears of Heaven (UA 2011, Seoul), Libretteo: Phoebe Hwang, Liedtexte: Robin Lerner
- Artus – Excalibur (UA 15. März 2014, Theater St. Gallen, Deutschland-Premiere 2016 bei den Freilichtspielen Tecklenburgs)
- Death Note: The Musical (UA 6. April 2015, Nissay Theatre in Tokyo, Japan)
- Mata Hari (UA 2016, South Korea and Japan), Text: Jack Murphy
- The Passage to the Light – The Revolutionary Maximilien Robespierre (UA 2017, Takarazuka Grand Theater)
- The Man Who Laughs (UA 2018, Art Hall Opera Theater, Seoul), Text: Jack Murphy
- Fist of the North Star (UA 2021, Nissay Theatre, Tokyo)
- No Longer Human  (UA 2021, Shanghai Grand Theatre), Text: Tracy Miller und Carly Robyn Green
- Your Lie in April (UA 2022, Nissay Theatre, Tokyo), Text: Tracy Miller und Carly Robyn Green
- Peter I (UA, 2022, Theatre of Musical comedy, Sankt Petersburg)
- Einstein - A Matter of Time (UA 1. März 2025, Theater St. Gallen), Libretto Gil Mehmert, Liedtexte Frank Ramond

### Noch nicht aufgeführte Werke
- Havana, Libretto: Nilo Cruz, Liedtexte: Jack Murphy. Das Musical handelt von einer „ambitionierten nordamerikanischen Schriftstellerin“, die in Havanna einen Nachtclub geerbt hat. Die für Juni 2010 geplante Uraufführung wurde im Februar 2010 aufgrund finanzieller Schwierigkeiten des Theaters (Pasadena Playhouse) abgesagt, ohne dabei einen neuen Termin zu nennen.
- The Song of Bernadette, Libretto: Rinne Groff, Liedtexte: Robin Lerner

### Orchesterkompositionen
- Donau Symphonie, aufgenommen von den Wiener Symphonikern 2021[1]; Uraufführung im Wiener Musikverein am 3. November 2022.[2]